# Masters de Alemania (snooker)
El Masters de Alemania es un torneo de snooker, profesional y de ranking, que se celebra en Alemania desde 1995.

## Historia

### Ganadores
| Año                                 | Ganador           | Resultado | Subcampeón      | Sede               | Ref.   |
| ----------------------------------- | ----------------- | --------- | --------------- | ------------------ | ------ |
| Abierto de Alemania (de ranking)    |                   |           |                 |                    |        |
| 1995                                | John Higgins      | 9-3       | Ken Doherty     | Fráncfort del Meno | [ 1 ]  |
| 1996                                | Ronnie O'Sullivan | 9-7       | Alain Robidoux  | Osnabrück          | [ 2 ]  |
| 1997                                | John Higgins      | 9-4       | John Parrott    | Bingen am Rhein    | [ 3 ]  |
| Masters de Alemania (de invitación) |                   |           |                 |                    |        |
| 1998                                | John Parrott      | 6-4       | Mark Williams   | Bingen am Rhein    | [ 4 ]  |
| Masters de Alemania (de ranking)    |                   |           |                 |                    |        |
| 2011                                | Mark Williams     | 9-7       | Mark Selby      | Tempodrom (Berlín) | [ 5 ]  |
| 2012                                | Ronnie O'Sullivan | 9-7       | Stephen Maguire | Tempodrom (Berlín) | [ 6 ]  |
| 2013                                | Ali Carter        | 9-6       | Marco Fu        | Tempodrom (Berlín) | [ 7 ]  |
| 2014                                | Ding Junhui       | 9-5       | Judd Trump      | Tempodrom (Berlín) | [ 8 ]  |
| 2015                                | Mark Selby        | 9-7       | Shaun Murphy    | Tempodrom (Berlín) | [ 9 ]  |
| 2016                                | Martin Gould      | 9-5       | Luca Brecel     | Tempodrom (Berlín) | [ 10 ] |
| 2017                                | Anthony Hamilton  | 9-6       | Ali Carter      | Tempodrom (Berlín) | [ 11 ] |
| 2018                                | Mark Williams     | 9-1       | Graeme Dott     | Tempodrom (Berlín) | [ 12 ] |
| 2019                                | Kyren Wilson      | 9-7       | David Gilbert   | Tempodrom (Berlín) | [ 13 ] |
| 2020                                | Judd Trump        | 9-6       | Neil Robertson  | Tempodrom (Berlín) | [ 14 ] |
| 2021                                | Judd Trump        | 9-2       | Jack Lisowski   | Milton Keynes      | [ 15 ] |
| 2022                                | Zhao Xintong      | 9-0       | Yan Bingtao     | Tempodrom (Berlín) | [ 16 ] |
| 2023                                | Ali Carter        | 10-3      | Tom Ford        | Tempodrom (Berlín) | [ 17 ] |
| 2024                                | Judd Trump        | 10-5      | Si Jiahui       | Tempodrom (Berlín) |        |